# Episodi di The Mentalist (quarta stagione)
La quarta stagione della serie televisiva The Mentalist è stata trasmessa in prima visione assoluta negli Stati Uniti da CBS dal 22 settembre 2011 al 17 maggio 2012.
In Italia la stagione è stata trasmessa in prima visione da Joi, canale a pagamento della piattaforma Mediaset Premium, dal 1º marzo al 5 luglio 2012; in chiaro, è stata trasmessa da Rete 4 dal 13 settembre al 29 novembre 2012.
| nº | Titolo originale                            | Titolo italiano                         | Prima TV USA      | Prima TV Italia |
| -- | ------------------------------------------- | --------------------------------------- | ----------------- | --------------- |
| 1  | Scarlet Ribbons                             | Nastri rossi                            | 22 settembre 2011 | 1º marzo 2012   |
| 2  | Little Red Book                             | La rubrica rossa                        | 29 settembre 2011 | 1º marzo 2012   |
| 3  | Pretty Red Balloon                          | L'uomo dei palloncini rossi             | 6 ottobre 2011    | 8 marzo 2012    |
| 4  | Ring Around the Rosie                       | Rosso texano                            | 13 ottobre 2011   | 15 marzo 2012   |
| 5  | Blood and Sand                              | Sabbia rossa                            | 20 ottobre 2011   | 22 marzo 2012   |
| 6  | Where in the World Is Carmine O'Brien?      | Il filo rosso verso Carmine O'Brien     | 27 ottobre 2011   | 29 marzo 2012   |
| 7  | Blinking Red Light                          | Una luce rossa lampeggiante             | 3 novembre 2011   | 5 aprile 2012   |
| 8  | Pink Tops                                   | Abito rosso                             | 17 novembre 2011  | 12 aprile 2012  |
| 9  | The Redshirt                                | Maglietta rossa                         | 8 dicembre 2011   | 19 aprile 2012  |
| 10 | Fugue in Red                                | Rosso fuoco                             | 15 dicembre 2011  | 26 aprile 2012  |
| 11 | Always Bet on Red                           | Punta sempre sul rosso                  | 12 gennaio 2012   | 3 maggio 2012   |
| 12 | My Bloody Valentine                         | Rosso come l'amore                      | 19 gennaio 2012   | 10 maggio 2012  |
| 13 | Red Is the New Black                        | Il rosso è il nuovo nero                | 2 febbraio 2012   | 17 maggio 2012  |
| 14 | At First Blush                              | Al primo rossore                        | 9 febbraio 2012   | 24 maggio 2012  |
| 15 | War of the Roses                            | Ombre rosse sul volontariato            | 16 febbraio 2012  | 31 maggio 2012  |
| 16 | His Thoughts Were Red Thoughts              | I suoi pensieri erano rossi             | 23 febbraio 2012  | 7 giugno 2012   |
| 17 | Cheap Burgundy                              | Rosso bordeaux                          | 8 marzo 2012      | 7 giugno 2012   |
| 18 | Ruddy Cheeks                                | Guance rosse                            | 9 marzo 2012*     | 14 giugno 2012  |
| 19 | Pink Champagne on Ice                       | Roulette rossa                          | 29 marzo 2012     | 14 giugno 2012  |
| 20 | Something's Rotten in Redmund               | Tragedia in rosso                       | 5 aprile 2012     | 21 giugno 2012  |
| 21 | Ruby Slippers                               | Tacchi rossi                            | 26 aprile 2012    | 21 giugno 2012  |
| 22 | So Long, and Thanks for All the Red Snapper | Addio, e grazie per tutti i pesci rossi | 3 maggio 2012     | 28 giugno 2012  |
| 23 | Red Rover, Red Rover                        | Cartellino rosso per Jane               | 10 maggio 2012    | 28 giugno 2012  |
| 24 | The Crimson Hat                             | La ragazza dal vestito rosso            | 17 maggio 2012    | 5 luglio 2012   |

- Episodio trasmesso in prima visione assoluta dalla rete canadese CTV l'8 marzo 2012 e poi trasmesso il giorno dopo negli USA

## Nastri rossi
- Titolo originale: Scarlet Ribbons
- Diretto da: Charles Beeson
- Scritto da: Bruno Heller

### Trama
Jane ha sparato e ucciso John il Rosso, compiendo la sua vendetta. Dopo l'arresto il mentalista viene interrogato, ma scopre che qualcosa non quadra: per gli agenti la vittima è Timothy Carter, un uomo d'affari, sposato, ben inserito nella comunità e senza precedenti penali. Inoltre non viene rinvenuta né l'arma con la quale Jane è stato minacciato, né il telefono cellulare. Al palazzo di giustizia della contea di Sacramento, il procuratore Ardiles arriva a prospettare la pena di morte per il consulente e la cauzione di Jane viene fissata a un milione di dollari. Bertram si reca a trovare Lisbon in ospedale e sospende la sua squadra, poiché ha permesso a Jane di uccidere un uomo innocente. Jane approfitta del periodo di prigionia per riflettere sul da farsi. Qui il consulente riceve la visita di Lisbon che nel frattempo si è ristabilita. La donna cerca di convincere Jane a darsi pace, ma al contempo invita i suoi ex colleghi a indagare su Carter per comprovare il fatto che lui sia stato John il Rosso. Mentre Cho e Rigsby ottengono le riprese del centro commerciale, Van Pelt e Lisbon si recano dalla moglie di Carter, Sally e scoprono che l'uomo è cresciuto in Africa ed è arrivato negli Stati Uniti solo cinque anni prima. Guardando i video della sorveglianza, Rigsby e Cho si rendono conto che solo tre persone avrebbero potuto manipolare le prove presenti sul cadavere di Carter: una cameriera, una guardia giurata e il medico legale. Mentre Jane gioca a poker in prigione per vincere abbastanza denaro da potersi pagare la cauzione, Rigsby va a parlare con il coroner e questi gli conferma di non aver preso nulla dalla scena del crimine. Lisbon riesce a prelevare il denaro che il mentalista ha vinto in carcere e paga la cauzione; successivamente preleva gli oggetti di Carter che sono stati depositati alla scientifica. Cho interroga la cameriera ma anche questa pista non porta a nulla, la ragazza rivela che la guardia giurata la allontanò con rabbia dal cadavere. L'agente cerca quindi di rintracciare la guardia giurata e, arrivato alla sua abitazione assieme a Rigsby, irrompe trovando il cadavere del sospettato, nella vasca da bagno, folgorato dal asciugacapelli, anche se lui è calvo. Jane, con la scusa di restituire gli effetti personali di Carter, si reca insieme a Lisbon a parlare con Sally, instillandole il dubbio che il marito le abbia nascosto qualcosa. Successivamente il mentalista si introduce illegalmente in casa Carter e rimane nascosto sino a quando la donna prende le chiavi del marito e raggiunge lo scantinato, dove in una stanza ben nascosta è tenuta segregata una ragazza: Debbi Lupin, scomparsa nella zona sei settimane prima. La Carter chiede insistentemente alla prigioniera cosa apre una specifica chiave che solo Timothy Carter possedeva. Jane esce dal suo nascondiglio e rivela che la chiave è servita come trappola e la ragazza viene liberata con l'intervento di Lisbon. Il mentalista, che ha deciso di difendersi da solo in tribunale, può contare quindi sulla testimonianza di Debbi per provare che le sue azioni nei confronti di Carter hanno fermato un pericoloso criminale. La giuria si riunisce per pochi minuti e dichiara Patrick Jane assolto da tutti i capi di accusa. Nonostante sia riuscito a convincere la giuria della colpevolezza della sua vittima, Jane rivela a Lisbon che questa vicenda gli ha dimostrato che Carter non era John il Rosso.
- Guest star: Michael Gaston, Ken Lerner, Nicki Micheaux, Kate Norby, David Norona, Richard Portnow, Valente Rodriguez, Daniel Roebuck, Catherine Combs, Jim Jansen, Kim Robillard

## La rubrica rossa
- Titolo originale: Little Red Book
- Diretto da: Eric Laneuville
- Scritto da: Tom Szentgyorgyi

### Trama
Lisbon rimane sospesa in attesa di indagini del dipartimento e gli agenti Van Pelt, Rigsby e Cho sono stati tutti riassegnati in altre squadre e hanno assunto altre mansioni. Jane viene riammesso al CBI in qualità di consulente dal direttore Bertram e dovrà lavorare nella squadra di Ray Haffner, partendo dal caso di Markus Kuzmenko, personal trainer ed ex membro della nazionale di nuoto lettone. Sulla scena del crimine il mentalista incontra i suoi nuovi colleghi: Rick Tork, Anthony Niskin ed Ed Mastersson. Jane è avverso alla sua nuova squadra e inizialmente decide di non dare informazioni sulla morte di Kuzmenko. Il consulente va a trovare Lisbon, anche per ottenere informazioni su Haffner, inoltre è sempre convinto che John sia vivo e Carter era solo un folle che l'aveva avvicinato, inoltre la morte della guardia che ha rubato arma e telefono è ancora irrisolta, la donna pensa che sia l'ultima trappola di John: fargli credere di aver ucciso la persona sbagliata, da farlo vivere nel dubbio, che lui sia sopravvissuto, fino alla fine dei suoi giorni. Tork sospetta che Niskin lo stia deridendo per la sua altezza e Jane gli lascia intendere che sia effettivamente così. Haffner chiede a Cho di aiutarlo a controllare Jane, poiché questo cercherà sicuramente di raggirarlo come fa abitualmente con Lisbon, in cambio del ritorno sul campo e un aiuto per salire di grado. Jane e Haffner si recano nella palestra della vittima e qui il mentalista riesce a trovare un'amante di Kuzmenko. Questa viene portata al CBI e interrogata da Cho, ma la pista non produce risultati. Tork scopre che sulla sua scrivania sono state recapitate delle scarpe coi tacchi e l'agente aggredisce Niskin pensando che sia stato lui a fargli uno scherzo. La rissa viene bloccata dagli altri agenti presenti. Van Pelt, che nel frattempo sta effettuando delle sedute dallo psicologo dopo la morte di O'Laughlin, viene riassegnata all'unità di Haffner al posto di Tork. Haffner capisce che dietro l'allontanamento di Tork c'è lo zampino di Jane e lo avverte di non proseguire con questo genere di azioni. Interrogando Villanueva, un collega e amico di Kuzmenko, si scopre che il lettone aveva bisogno di soldi, ma non si sa per quale motivo. Jane vuole recarsi a casa di Kuzmenko, ma Haffner non si fida a lasciarlo andare da solo e gli affianca Mastersson. Il mentalista ne approfitta per ipnotizzare il collega. Successivamente Jane riunisce l'ex squadra di Lisbon e li convince a risolvere il caso prima di Haffner, consegnando il colpevole a Bertram. Cho, decide di non rischiare il posto, rivelando ciò che sa ad Haffner. Lisbon si reca in prigione per a parlare con la vedova di Carter e trova LaRoche che gli comunica di essere in procinto di ritornare al PSU. I due entrano nella cella e scoprono che la donna si è suicidata e vicino al cadavere c'è una lettera nella quale Carter viene descritto come John il Rosso. A casa di Kuzmenko Rigsby e Van Pelt vengono anticipati da Haffner, grazie alla soffiata ricevuta da Cho. Haffner ottiene la rubrica dei nomi delle clienti con le quali Kuzmenko aveva avuto rapporti sessuali, ma questa è stata realizzata da Jane ed era stata nascosta quando il mentalista aveva ipnotizzato Mastersson. Il consulente approfitta della distrazione del suo capo per tornare alla palestra assieme a Lisbon e incastrare il vero colpevole: la collega di Kuzmenko viene portata al CBI dove confessa il delitto. Pochi giorni prima uno strozzino, Oleg Mostovoj, aveva prestato a Kuzmenko 75000 $, con i quali avrebbe dovuto aprire una palestra sua, portandosi via i clienti che aveva fidelizzato negli anni. Bertram convoca Haffner e Jane: al primo viene tolto l'affidamento del mentalista mentre quest'ultimo ricatta Bertram, riuscendo a far tornare Lisbon. Il consulente convoca all'obitorio Rosalind Harker, la donna cieca che ha avuto una relazione con Roy Tagliaferro, per farle toccare il cadavere di Carter. La donna non riconosce il volto della vittima, quindi Jane ha un'ulteriore conferma che John è ancora vivo.
- Guest star: Reed Diamond, Joshua Biton, Matt Bushell, Omar J. Dorsey, Michael Gaston, Allison McAtee, Rick Peters, Annie Tedesco, Vernee Watson, Alicia Witt, Pruitt Taylor Vince

## L'uomo dei palloncini rossi
- Titolo originale: Pretty Red Balloon
- Diretto da: John F. Showalter
- Scritto da: Ashley Gable

### Trama
La madre di Connor, un bambino scomparso nella contea di Marin, richiede l'intervento del CBI e la squadra, alla quale si è ricongiunto anche Rigsby, si reca sul posto. La donna che ha dato l'allarme è Elizabeth "Beth" Flint, una ex cliente di Jane quando questi si fingeva un sensitivo. Jane cerca di spiegare alla madre di aver cambiato vita, ma quando arriva un altro sensitivo, Nathan Glass, il mentalista ritorna sui suoi passi. Nel frattempo Cho e Rigsby iniziano le indagini partendo dalla fermata dell'autobus dalla quale Connor è scomparso. Qui Cho trova un palloncino a forma di animale e, parlando con Van Pelt, si scopre che in passato c'erano stati altri rapimenti di bambini che venivano attirati con un palloncino a forma di animale e che le vittime venivano uccise dopo 12 ore. Se il rapitore è lo stesso, a Connor rimangono quindi 8 ore di vita. Lisbon interroga Jonathan, il fratello di Connor, e Dick Hutton, lo zio di Connor. Van Pelt e Rigsby contattano i testimoni dei precedenti rapimenti, ma i colloqui sono inconcludenti. In un flashback di dieci anni prima si vede Jane rivelare alla signora Flint che avrà un bambino di nome Connor. Nel presente, la donna si dice convinta che Jane abbia rinunciato volutamente al suo dono e non crede di essere stata truffata. Sopraggiunge Glass che decide di aver avuto una percezione: Connor è vivo. Jane rivela alla donna che anche Glass è un truffatore, ma lei vuole continuare a credere a ciò che le viene detto. Il CBI riesce ad individuare un pedofilo "Charlie95" che in chat si mostra particolarmente interessato al rapimento dei primi due bambini. Jane, tenendo in considerazione le circostanze del secondo rapimento, intuisce che il rapitore aveva una posizione sopraelevata rispetto alla fermata dell'autobus. La squadra risale all'identità di "Charlie95": si tratta del testimone di uno dei rapimenti, Brady Walton, un impiegato della compagnia elettrica che era già stato interrogato da Van Pelt. La squadra lo raggiunge a casa sua e, quando Walton sta per uccidere Lisbon, viene freddato alle spalle da Van Pelt. Connor però non si trova all'interno dell'abitazione. Lisbon parla al telefono con Jane e il mentalista gli rivela di aver messo un biglietto nella tasca di Rigsby. Il messaggio dice: "non è lui che ha preso Connor" e la squadra è costretta rientrare a mani vuote. Ritornati al CBI, si scopre che Walton, nonostante abbia ucciso gli altri due bambini, ha un alibi per il rapimento di Connor. Indagando ulteriormente sulla famiglia della vittima, la squadra scopre che Connor ha ereditato 20 milioni di dollari ma riuscirà ad avere i soldi solo all'età di 30 anni, che sua madre ha contratto debiti per 100 000 dollari, mentre il fratello Jonathan ha un patrimonio di circa 30 milioni di dollari. Con la morte di Connor, la signora Flint avrebbe ottenuto l'eredità del figlio ma la donna desiderava molto avere un figlio e non l'avrebbe mai ucciso per denaro. La scientifica trova del polline di abete bianco presso la scena del crimine e Jane finge di avere una visione del posto dove è richiuso il ragazzino sia per intimorire il colpevole, sia per dare una lezione al "collega" Glass. Il CBI incastra il fratello Jonathan, che voleva rapire Connor per poi fingere di ritrovarlo ed apparire come eroe agli occhi della matrigna, in quanto è sempre stato innamorato e mai ricambiato. Il consulente del CBI aveva intimato a Glass di lasciare la casa durante le indagini, in cambio Jane non avrebbe svelato la truffa, ma il sensitivo aveva rifiutato. Durante un breve scambio di opinioni, Glass prende in giro la signora Flint e Jane registra la conversazione. Beth infine, capisce di essere stata truffata da Jane in passato e si fa rivelare dal mentalista il trucco che ha usato per incastrare Jonathan.
- Guest star: David Bowe, Todd Grinnell, Brian McNamara, J.D. Walsh, Kelli Williams

## Rosso texano
- Titolo originale: Ring Around the Rosie
- Diretto da: Chris Long
- Scritto da: Daniel Cerone

### Trama
La polizia trova il cadavere di un uomo in un vicolo vicino a una manifestazione politica: non ha documenti né portafoglio con sé. Jane ipotizza che possa essere un diversivo per distrarre i poliziotti e, mentre cammina, nota un uomo all'apparenza nervoso e lo segnala a Lisbon. L'uomo, Henry Tibbs, risulta avere una pistola, ma anche il porto d'armi, così lo rilasciano. Viene presentato il nuovo capo, Luther Wainright, che suggerisce che l'uomo assassinato sia un fotografo. Jane è ancora convinto che Tibbs sia un potenziale omicida e Wainright decide di dargli ascolto, permettendo al team di sorvegliarlo. Jane decide di seguire Tibbs in un bar, spacciandosi per un esperto di armi texano. Per convincerlo, gli mostra le armi che ha nel bagagliaio e osservando il suo comportamento, capisce che l'uomo ha un omicidio in mente. Quando Jane ritorna da Cho, quest'ultimo lo informa che Lisbon ha nel frattempo ritrovato il cellulare del fotografo assassinato: è in mano a Willie Schubert, ex jazzista ora senzatetto, che Lisbon ascoltava al college.
La squadra prova a convincere Wainright che non hanno ancora trovato il vero assassino, ma che Tibbs è comunque una mina vagante in procinto di esplodere. Wainright decide, nonostante un'iniziale ritrosia, di lasciarli fare, ma hanno solo 24 ore. La squadra si divide: Rigsby inscena un finto colloquio per Tibbs, Van Pelt va dalla moglie dell'uomo, Cho lo sorveglia ancora, mentre Lisbon tenta di scagionare Willie, certa della sua innocenza.
Rigsby usa le domande dategli da Wainright, mentre Jane lo rende nervoso. Il risultato non mostra niente di strano, ma l'uomo non ha mostrato il minimo segno di agitazione, cosa in realtà insolita.
Nel frattempo, Van Pelt non ottiene nulla dalla moglie, se non che lui è violento, ma nessuno le crederebbe. Cho ha più fortuna: vede Tibbs a un poligono di tiro sparare all'impazzata contro bottiglie e manichini, senza mancare un colpo. Informato Wainright, quest'ultimo vorrebbe arrestare Tibbs per porto d'armi illegale, ma Jane lo convince ad aspettare, per arrestarlo durante la probabile strage che sta progettando. Van Pelt ritorna dalla moglie e si fa dare il permesso per perquisire casa Tibbs. Qui Lisbon e Jane trovano armi e munizioni, oltre a un calendario con gli impegni pubblici del sindaco. Rigsby e Van Pelt rimangono al ristorante, ma mandano via la moglie di Tibbs. Quest'ultimo arriva e dopo avere insultato il proprietario, lascia dei fiori per la moglie. Wainright, Rigsby e Cho vanno ad arrestare Tibbs per il possesso d'armi, ma egli fugge a una festa dove è presente il sindaco e anche Jane. Lì, nonostante le parole di Jane, Tibbs spara sulla folla fino a finire le munizioni. Incredibilmente, nessuno è ferito; Cho lo arresta e Jane rivela di avere sostituito le sue cartucce con munizioni a salve.
Nel frattempo, Willie ammette di aver confessato l'omicidio per non dover passare l'inverno sulla strada, ma il fotografo era in realtà già morto quando lo derubò dell'orologio e del cellulare, mentre la macchina fotografica era già scomparsa. Lisbon riesce a trovare la memory card, le cui ultime foto mostrano un senzatetto avvicinarsi con un coltello, che viene individuato e arrestato. Willie farà comunque 90 giorni in carcere e Lisbon gli regala un sassofono comprato al banco dei pegni.
Alla fine Wainright rivela a Jane che il test per Tibbs ha anche rivelato che il mentalista è uno psicopatico e gli annuncia che agirà di conseguenza.
- Guest star: Dorie Barton, Michael Rady, Jake Richardson, Henry G. Sanders, E.G. Daily, Jerry Kernion, Christian Camargo

## Sabbia rossa
- Titolo originale: Blood and Sand
- Diretto da: John Polson
- Scritto da: Eoghan Mahony

### Trama
Isola di San Felix. Sulla spiaggia viene trovata morta una ragazza, trovata da William Gardiner, e il CBI è chiamato per le indagini. Qui Jane fa la conoscenza di Jad Stack, proprietario delle terre adiacenti alla spiaggia. Si risale al nome della vittima: Talia Suárez. Lisbon e Jane tornano all'isola, dove scoprono che la donna è stata uccisa nell'isola e gettata in mare. Mentre Van Pelt e Rigsby vanno al dipartimento dei servizi sociali, dove non riescono a ricavare nulla, Jane e Lisbon si recano all'assemblea dell'isola, dove parlano con gli abitanti, rivelando che il killer della Suárez è uno degli abitanti. Da un indizio sul taccuino della vittima, Jane e Lisbon ritornano nuovamente all'isola per parlare con il capo della San Felix Fish Co., Jack LaFleur. In seguito i due agenti vanno a trovare Stack al suo ranch. Jane anticipa Stack e Lisbon, andando a parlare con i suoi aiutanti al ranch. Al CBI Rigsby, Cho e Van Pelt indagano su Dennis Kegan: Kegan reagisce a Van Pelt, venendo arrestato. L'avvocato che difende Kegan è Sarah Harrigan, già incontrata precedentemente: Kegan rivela che la Suárez stava cercando il killer del padre, Edward "Eddie" Fish. Grazie all'avvocato Harrigan, Kegan esce dal CBI da uomo libero, poiché Van Pelt ha abusato del suo potere. Lisbon riceve due segnalazioni di comportamenti controversi da parte di Van Pelt, decide quindi di chiarire la situazione. Sull'isola, Jane riesce a mettere Gardiner contro Stack e LaFleur, rivelando a Gardiner che Stack sta finanziando il progetto del molo di LaFleur, che vorrebbe far attraccare delle navi da crociera. Al CBI Rigsby scopre che il padre di Talia lavorava vicino a Modesto e che è stato ucciso da Edward William "Eddie" Fish che, drogato, uccise Suárez e scappò con 300000 $, riuscendo a cambiare aspetto e identità. In seguito il mentalista riesce a far convocare un'immediata assemblea da parte dei cittadini, invitando Lisbon sull'isola. All'assemblea, Jane annuncia che prenderà le impronte digitali di tutti dalle tazze e Gardiner con una scusa fugge, arrivando al molo: qui è atteso da Cho e da Van Pelt, che lo arrestano. Jane ritorna al ranch: Gardiner/Fish ha ucciso il padre di Talia Suárez ma non la figlia, che è stata uccisa da un lavorante nel ranch di Stack. Rigsby estorce una confessione all'assassino.

## Il filo rosso verso Carmine O'Brien
- Titolo originale: Where in the World Is Carmine O'Brien?
- Diretto da: Bobby Roth
- Scritto da: David Appelbaum

### Trama
Il capo della polizia di Fairmont, Green, è trovata morta in un bosco, con un solo proiettile in testa, nonostante sia stata colpita tre volte. Grazie a Jane, si scopre che la donna era stata rapita nei pressi di casa sua (poiché non aveva la divisa d'ordinanza), dove il rapitore gli spara due volte, poi la trasporta in macchina nel bagagliaio, l'agente riesce ad aprire il cofano tramite la serratura d'emergenza, il rapitore fa un incidente, la vittima esce dalla vettura, ma viene uccisa dal rapitore con un solo colpo alla testa. Nelle indagini sono affiancati dall'agente Price, della polizia di Fairmont. Lisbon e Rigsby si dirigono a casa della vittima, ma qui Rigsby è sorpreso da un uomo che è presente nell'abitazione quando all'improvviso una ragazzina gli punta un fucile a pompa; quindi Lisbon la sorprende alle spalle: a questo punto Lisbon riconosce nell'uomo il fratello minore Thomas e nella ragazzina la nipote Annie. Il fratello di Lisbon è un cacciatore di taglie e decide di affidare Annie a Lisbon. Al CBI si indaga su Carmine O'Brien, l'uomo ricercato da Tommy Lisbon. Intanto Jane fa amicizia con Annie Lisbon e le consiglia di continuare ad allenarsi a rubare con l'agente Rigsby. Intanto Jane e Lisbon vanno a trovare Dmitrij Zubov, fermato pochi giorni prima che il comandante Green morisse per guida in stato d'ebrezza. Lisbon e Jane interrogano anche Chad e Philip Carmichael, per ottenere informazioni su Zubov, ospite dei Carmichael alla proprietà. Tramite Rigsby, Cho riesce a trovare O'Brien, ma viene investito da Tommy Lisbon. La squadra scopre che Zubov ha avuto un rapporto con Sophia Chávez, cameriera. La Chávez rivela a Van Pelt cos'è successo con Zubov e che la cameriera aveva comunicato la vicenda alla Green. Zubov viene portato al CBI: interrogato, rivela di esser andato a casa Green per corromperla quando arriva Casser e Zubov se ne va via. La Casser viene portata al quartier generale del CBI: il figlio della Casser, Steve, è invischiato nel traffico di droga e il comandante Green lo usava per delle soffiate. Steve Casser viene trovato morto vicino a una baita da Rigsby e dall'agente Price. Intanto Jane infiltra Van Pelt come massaggiatrice di Zubov, che viene arrestato dall'agente. Carmine O'Brien è trovato da Tommy Lisbon, che anticipa Van Pelt e Rigsby, costretti a portare al CBI entrambi. Jane consegna O'Brien a Tommy Lisbon e lo indirizza a Ellington Hill, sede dei Carmichael. In seguito Jane prende Lisbon ed entrambi si recano a Ellington Hill: qui, Carmichael prende inizialmente Tommy Lisbon come ostaggio, ma subito dopo viene distratto ed è quindi arrestato dall'agente Lisbon.

## Una luce rossa lampeggiante
- Titolo originale: Blinking Red Light
- Diretto da: Simon Baker
- Scritto da: Ken Woodruff

### Trama
Una giovane ragazza viene ritrovata morta in un'area picnic nei pressi di una strada. Si scopre immediatamente che l'unità ha a che fare con un serial killer, nominato "killer di San Joaquin" dalla polizia di Fresno. Le indagini vedono otto sospettati ma Lisbon, convinta da Jane, decide di partire da Richard Haibach. Ritornato al CBI, Jane incontra nuovamente la giornalista Karen Cross che nonostante voglia nuovamente il consulente nel suo nuovo show, è costretta ad accontentarsi dell'agente speciale Luther Wainright e di un blogger e reporter investigativo, James Penzer: il blogger si occupa del serial killer da un paio d'anni, da quando l'assassino uccise Molly Maier, prima vittima nota dell'assassino. Jane decide quindi di parlare con Penzer e lo invita ad aiutare il CBI nelle indagini. Nel frattempo Lisbon ottiene un mandato di perquisizione per casa Haibach. A casa Haibach, Lisbon e Van Pelt scoprono che il sospettato aveva perseguitato e fotografato diverse donne. Jane viene portato da Penzer a casa dei Maier, genitori della prima vittima, e in seguito viene accompagnato da Penzer nell'abitazione di quest'ultimo. A casa di Penzer, tramite un lettore MP3, Jane riesce ad ascoltare la stessa canzone presente in un video di Molly Maier, ovvero What a Wonderful World di Louis Armstrong. Jane sa già che Penzer è il killer, ma per il momento decide di denigrarlo, dicendo a Penzer che il killer è un uomo malato che uccide per bisogno di attenzioni, poiché trascurato da bambino. Secondo il blogger invece, il killer sarebbe una mente geniale. Jane viene informato di un altro delitto e si dirige sul posto: alla vittima, a differenza delle altre, le sono stati asportati gli occhi. Il mentalista comunica a Wainright e Lisbon che Penzer è il serial killer e il capo del CBI decide di dare a Jane un giorno per mandarlo in prigione. Jane dà vita al suo piano: sfruttando i media tramite Karen Cross, alla quale dice che il killer è uno dei sospettati, il CBI arresta Haibach e Jane lo comunica a Penzer. Lisbon e Jane pedinano Penzer fino a un edificio: qui Lisbon fa irruzione in una stanza, ma oltre a trovarci Penzer ci trova anche la Cross e altri addetti alle riprese. Penzer è stato furbo: ha contattato la Cross anonimamente e le ha detto che l'edificio era il luogo nel quale il killer uccideva le sue vittime; quindi la Cross chiama Penzer e lo porta sulla scena dove lo stesso Penzer ha commesso i delitti. Jane decide di giocare a carte scoperte, dicendo apertamente a Penzer che sa che è lui l'assassino. Avendo fallito, Wainright decide di far rilevare il caso all'FBI, comandato dall'agente speciale Susan Darcy. Jane prova a convincere l'agente Darcy che Penzer è il killer, ma l'agente dell'FBI non vuole ascoltarlo. Penzer viene invitato al programma della Cross (The Karen Cross Show), ma dopo la pausa pubblicitaria la Cross comunica che verrà un'ospite a sorpresa, Jane. Dopo l'entrata di Jane, Penzer cade in secondo piano e la conduttrice dà più spazio al mentalista, che riesce a dare le sue ipotesi sul caso, rivolgendosi a Penzer quando parla del killer. Alla seconda interruzione pubblicitaria, Jane fa in modo che il blogger cada in errore: il mentalista paragona John il Rosso al "killer di San Joaquin" e poco dopo Penzer ne approfitta per deridere pesantemente John il Rosso, pensando erroneamente che egli sia morto, ucciso da Jane in un caso precedente. La trasmissione si conclude e Jane si congratula con Penzer anche se sa di averlo condannato a morte certa. Ritornato alla sua soffitta al CBI, Jane riceve la chiamata che sta aspettando: si reca in un vicolo, dove ad attenderlo, oltre agli agenti Lisbon e Darcy, c'è il simbolo di John il Rosso davanti al cadavere di Penzer. In questo modo Jane ha la certezza che John è ancora vivo e che un altro serial killer non compirà altri crimini.
- Guest star: Missi Pyle, William Mapother, David Paymer

## Abito rosso
- Titolo originale: Pink Tops
- Diretto da: Tom Verica
- Scritto da: Erika Green Swafford

### Trama
Una donna esce da una discoteca di Sacramento e viene uccisa con due colpi di pistola alla testa. La polizia di Sacramento richiede il CBI: Lisbon e Jane vengono accolti dal sergente Anderson, ma il consulente del CBI intuisce che la vittima, Yolanda Herrera, era un'agente sotto copertura della narcotici. La Herrera era nel locale per trovare Omar Vega, trafficante. Jane e Lisbon parlano con Vega, ma il colloquio è inconcludente. L'obbiettivo della Herrera era scoprire dove si trova la base operativa di Vega, al momento sconosciuta. Lisbon e Jane vanno a parlare con il marito della vittima. Il mentalista decide di parlare anche con Elvia, cugina della vittima: la cugina stava seguendo Yolanda nel locale per scoprire un eventuale tradimento coniugale, ma quando la vittima ha cominciato a uscire dalla discoteca Elvia la perse di vista. Cho e Rigsby invece, si recano in un hotel dove trovano la ragazza che ha segnalato alla polizia la morte della Herrera e che aveva inoltre rubato e utilizzato la sua carta di credito, una prostituta di nome Summer. La prostituta rivela che una banda di rapinatori composta da due fratelli e un cugino, i Perry Boys, aveva rubato un carico di 10 kg di droga a Vega e che il trafficante stava perdendo diversi clienti. Si ha inoltre la conferma dell'infedeltà della Herrera: ritornati dal capo di Herrera, Anderson, si scopre che la Herrera aveva imparato dei codici di gang mentre ne sorvegliava una, i Perry Boys, con i quali poteva essere in contatto, mentre Jane parla con una collega di Herrera. Nell'ufficio della narcotici arriva un altro agente e Jane gli sottrae parte della droga comprata dall'agente Trey. Grazie a Van Pelt si scopre un edificio usato come nascondiglio dai Perry Boys ma, arrivati sul posto, la squadra di Lisbon trova i membri della gang uccisi. Cho libera la prostituta dalla custodia. A questo il killer della Herrera ha ucciso anche i Perry Boys. Jane ritorna alla discoteca: il mentalista ha scoperto che Vega ricicla il denaro nel locale di Vincent Candy e che il proprietario si prende una percentuale. Il consulente del CBI comunica a Candy che ha un affare per Vega; Jane viene prelevato dagli uomini di Vega, seguiti a distanza da Cho e Rigsby, che però vengono seminati dagli scagnozzi del trafficante. Cho decide di ritornare dalla prostituta per ottenere altre informazioni e la ragazza fornisce all'agente l'indirizzo di Vega. Jane propone il suo affare a Vega, ma questi ne ha già ricevuto uno simile il giorno prima: il trafficante fa entrare la collega della Herrera, che si scopre essere un poliziotto corrotto e, prima che Vega uccida entrambi gli agenti del CBI, irrompono nel suo magazzino e lo arrestano. Negli uffici del CBI, Bianca, la collega di Herrera, confessa i quattro delitti. Infine Cho propone alla prostituta di diventare una sua informatrice e Summer accetta. Anche il proprietario della discoteca è arrestato.
- Guest star: Dean Norris

## Maglietta rossa
- Titolo originale: The Redshirt
- Diretto da: Eric Laneuville
- Scritto da: Jordan Harper

### Trama
Un uomo esplode dentro un'autobomba: la vittima designata sarebbe Trevor "Doc" Dugan, ex stella della NFL, proprietario di un bar. Jane, Cho, Van Pelt e Wainright si dirigono sulla scena del crimine. Jane incontra il manager di Dugan, Steve Penn, e l'agente di Dugan, Alex Sotko. Jane si fa portare da Penn e da Dugan in un suo monolocale e qui si scopre che è ancora vivo ma Jane decide di tenere nascosta l'informazione. La vittima dell'esplosione era l'assistente di Dugan, Jake Stuart, che era anche un suo fan. Lisbon va a parlare con la madre della vittima: la donna dà al capo dell'unità solo due giorni di tempo per scoprire il killer. Jane interroga Penn e Sotko: mentre il primo si occupa dell'immagine della stella, il secondo gli procura contratti pubblicitari. Dal colloquio coi due si scopre che una dei sospettati è Mary Sinclair, la ragazza di Dugan. Lo stesso Dugan aveva ricevuto diverse lettere minatorie da "Megafan8". Lisbon tiene l'ex quarterback nascosto nella soffitta del CBI. Interrogando la Sinclair, con un trucco di Jane, si scopre che Dugan la tradiva. Lisbon interroga anche la sua ex moglie, che lo aveva lasciato dopo che Dugan aveva cominciato ad aprire il bar, a drogarsi e a tradirla. Jane e Cho vanno a prendere "Megafan8" allo stadio di Dugan. Provocato da Jane, "Megafan8" si fa vivo e Cho lo placca, prima di arrestarlo. Ritornati al CBI, si scopre che Dugan scommetteva sulla sua stessa squadra. Lisbon e Jane vanno a parlare con Green ma arrestano un suo scagnozzo, Martin. Rigsby torna al CBI dopo esser stato in tribunale a San Francisco. Quest'ultimo viene portato al CBI, dove Jane finge di essere un sensitivo, fingendo anche che nella stanza ci sia Doc Dugan, mentre Dugan gli sta suggerendo dei particolari che solo Martin e Dugan possono conoscere: Martin aveva minacciato di morte l'ex stella NFL mettendogli un coltello alla gola. Martin confessa l'estorsione a Dugan, ma dice che non c'entra in alcun modo con l'autobomba. Inizia la seconda parte del piano di Jane: il mentalista suggerisce a Lisbon di dire a Dugan, a Penn e a Sotko che il presunto killer di Stuart è un certo Luis "Lui Boom" Corrado, che in realtà è un criminale inventato da Jane utilizzando le foto di Rigsby, che nessuno tra i sospettati ha mai visto. Il file di Corrado è lasciato in una stanza assieme a Penn: mentre Jane interroga nuovamente l'ex moglie di Dugan, Sotko viene portato via da Cho, Van Pelt e Dugan lasciano la stanza. Cercando di riconoscere Corrado, Penn riconosce Rigsby, venendo quindi incastrato da Jane.
- Guest star: Ashley Williams, Craig Bierko

## Rosso fuoco
- Titolo originale: Fugue in Red
- Diretto da: Randall Zisk
- Scritto da: Daniel Cerone

### Trama
Rancho Murieta, caserma dei pompieri. Un pompiere, Paul Sattersfield, viene aggredito e ucciso in un bosco poco distante da una casa dove si stava festeggiando un addio al celibato. Il CBI è chiamato alle indagini: mentre Jane sta cercando l'arma del delitto si avvicina a una palude, dove viene aggredito e affogato dal killer. Poco dopo Lisbon, cercandolo, lo trova apparentemente senza vita. I paramedici intervengono subito sul corpo di Jane, che sta morendo: il defibrillatore salva il consulente del CBI, che viene portato in ospedale. All'ospedale si capisce che Jane possiede una fuga dissociativa. Le indagini iniziano con Rigsby che va assieme a Jane, ancora convalescente, alla caserma dei pompieri. Nonostante ciò, Jane capisce che Larkin aveva una relazione con la moglie di Sattersfield. Cho accompagna Jane alla residenza dei Wilcox, andata a fuoco: Tom Wilcox, il proprietario, era stato salvato da Sattersfield nello stesso giorno in cui quest'ultimo era morto. Nel frattempo Lisbon e Van Pelt interrogano la moglie della vittima: Sattersfield sapeva del tradimento della moglie, che aveva raddoppiato l'assicurazione sulla vita di Sattersfield un mese prima del suo decesso. Durante le indagini Jane incappa un paio di volte nel caso del "Lucha Killer". Jane e Cho ritornano a casa Wilcox, entrandoci: il mentalista inganna Cho e lo semina. Una telefonata al CBI segnala che Jane sta facendo una seduta spiritica in un locale, dove sono spettatori alcuni pompieri, portati nel locale da Jane stesso. Al termine del suo numero da sensitivo, viene prelevato da Lisbon e da Van Pelt ed è riportato all'ospedale da Lisbon. La mattina seguente Jane va a prendere il killer, Tom Wilcox. Jane spiega all'omicida la dinamica dei fatti: il "Lucha Killer", ovvero Wilcox stesso, rapina un bancomat, uccidendo un agente. Ritornato a casa, Wilcox decide di bruciare le prove e di nascondere i soldi nella sua cassaforte, posta al piano superiore della sua abitazione. Accortosi che il fuoco sta divampando senza controllo a casa sua, non riesce a riprendere la refurtiva posta nella cassaforte, svenendo in una stanza a causa del troppo fumo. Durante il salvataggio di Wilcox, Sattersfield vede la maschera che l'uomo, svenuto, ha usato per la rapina, lo salva, ma viene ucciso da Wilcox in serata. In seguito Wilcox cerca di uccidere anche Jane, senza successo. Dopo avergli spiegato tutto Jane prende parte dei soldi a Wilcox, che viene arrestato dagli agenti del CBI mentre Jane si allontana indisturbato. In seguito ritorna al CBI: ovviamente parte dei soldi non si trova e secondo Wilcox è il mentalista a essersene appropriato. Jane, che è accompagnato da una giovane ragazza che indossa molti da gioielli di valore, cerca di indirizzare le indagini verso un presunto secondo complice, ma gli agenti capiscono immediatamente che i soldi li ha presi lui. Convinto da Lisbon, Jane, ormai deciso a lasciare definitivamente il CBI, si fa accompagnare alla sua residenza. Ritornato a casa, Jane entra nuovamente nella ex stanza della moglie e della figlia e rivede il simbolo di John il Rosso, ricordando tutto.

## Punta sempre sul rosso
- Titolo originale: Always Bet on Red
- Diretto da: John F. Showalter
- Scritto da: Ashley Gable

### Trama
San Francisco, Yacht Club Gold Harbor. Holton Creek, avvocato divorzista, chiama il CBI tramite Summer, prostituta/informatrice. Cho parla con la sua informatrice, scoprendo che Creek aveva ricevuto una minaccia di morte pochi giorni prima. Alla porta dell'ufficio di Lisbon si presenta l'agente speciale dell'FBI Darcy, già incontrata durante il caso Penzer. L'agente Darcy fa visionare ai due le riprese del Karen Cross Show durante il confronto tra Jane e Penzer su John, poco prima che Penzer sia ucciso da John stesso. Jane e Lisbon insistono sul fatto che Penzer fosse il killer di San Joaquin ma l'agente speciale Darcy non è convinta. L'agente dell'FBI chiede a Jane se è sicuro di aver ucciso John il Rosso e il consulente del CBI mente, riferendo di essere sicuro di aver ucciso il serial killer. Con ciò, per l'agente speciale Darcy non rimane che la pista dell'emulatore (copy-cat) di John. Lisbon capisce che Jane aveva provocato Penzer per far sì che John lo uccidesse. Cho e Rigsby tornano a San Francisco cercando di interrogare un socio di Holton, Lawrence Dersh, con cui aveva discusso per soldi ma che non rivela nulla agli agenti a causa dell'interruzione provocata da Colette Santori. In serata John il Rosso riesce a inviare un file, nominato "Ti Sfido" (I_Dare_You), nei computer del CBI e il file viene visionato da Van Pelt e da Jane: il contenuto mostra un stalker (John) che pedina l'agente speciale Darcy fino alla camera del motel dove risiede. John riesce a caricare anche un file di testo, facendo capire ai due che sta per uccidere l'agente dell'FBI. Jane e Van Pelt si precipitano al motel, irrompendo nella camera della Darcy, trovandola ancora viva. Jane fa vedere il video anche alla Darcy, senza dirgli che lo stalker in realtà è John il Rosso. Portato al CBI, Dersh non rivela molto agli agenti. Cho decide di riparlare con Summer: si scopre che Creek giocava illegalmente a poker in un club privato, perdendo diversi soldi. Pochi giorni prima di morire, Creek vinse 50.000 dollari a Brock Marx, criminale che minacciò di morte la vittima. Cho e Summer vanno al club di Marx. Lisbon comunica a Jane che Tom Maier, padre della prima vittima di Penzer, Molly, si è suicidato. Lisbon raggiunge Jane a San Francisco e i due vanno al quartier generale della polizia, trovando Bobby Wilson, dal quale cerca di ottenere informazioni sul caso Penzer. Interrogato nuovamente, Dersh rivela di aver assicurato Creek per 10.000.000 dollari quattro settimane prima. Dopo aver comprato un coltello simile a quello usato per uccidere Penzer, Jane si reca in obitorio dove fa in modo che il coltello abbia le impronte digitali di Tom Maier. In seguito si reca a Fresno, all'abitazione dei Maier. Jane raduna tutti i sospettati negli uffici del CBI e incastra il killer, Colette Santori, ex amante di Creek che l'aveva tradita. Per depistare l'agente Darcy, sottraendola dal caso Penzer, ucciso da John il Rosso, Jane la indirizza verso Tom Maier, suicida, reo di aver ucciso Penzer per vendetta nei confronti dell'uccisione della figlia. Una lettera scritta da Jane e aperta al funerale di Maier dalla moglie, rivela tutto. Infine Lisbon e Jane si chiariscono con Darcy: Meier ha emulato John, uccidendo Penzer e seguendo l'agente dell'FBI fino al motel.

## Rosso come l'amore
- Titolo originale: My Bloody Valentine
- Diretto da: Elodie Keene
- Scritto da: Tom Szentgyorgyi

### Trama
L'FBI chiude il caso O'Laughlin. Tra le prove vi è ancora la collana che l'ex membro della rete di John il Rosso ha strappato a Van Pelt subito prima di morire e che le aveva regalato: la ragazza però decide di non tenerla.
Contea di El Dorado, riserva forestale di El Oro, casa vacanze della famiglia Porchetto. Gabriel Porchetto Jr., figlio di un boss mafioso, viene trovato morto. Porchetto e il fratello minore Sergio, stavano festeggiando con delle prostitute quando qualcuno ha sparato alla vittima. Dopo aver parlato con Nett, il braccio destro del boss e con Sergio, Jane e Cho vanno a parlare con la prostituta cinese: inizialmente sembra che questa non parli inglese ma con un tranello Jane riesce a farla parlare. La ragazza, Janpen, che ha visto il killer da vicino, viene arrestata per prostituzione e portata al CBI da Van Pelt. 
Nel tragitto le due donne vengono attaccate da un uomo che le inseguiva e le due, riuscite a sfuggire all'assassino, fanno un incidente e scendono dalla vettura. Jane e Lisbon vanno a trovare il padre della vittima: Gabriel sta morendo di cancro. Il boss rivela ai due agenti che i mandanti del killer fanno parte del cartello messicano Zeta. Durante il tragitto con Janpen,  Van Pelt ha un'allucinazione che riguarda O'Laughlin. Il CBI riesce a portare un membro dei Zeta al quartier generale: interrogato da Jane, il mentalista riesce a ottenere delle informazioni tramite il gioco delle carte. Secondo Osorio gli Zeta non c'entrano con l'uccisione di Porchetto e che il killer dev'essere ricercato in un motociclista, un certo Elwood. 
Cho scopre che si tratta di Elwood Spiller, un membro di una gang che aveva avuto una rissa con Porchetto. Rigsby risale a Raynor Marquette, trafficante d'armi e assassino. Van Pelt libera Janpen nel loro tragitto mentre Cho va a trovare Spiller: quest'ultimo rivela a Cho di ritornare da lui dopo che il boss mafioso sarà morto. Nel frattempo Van Pelt ha altre allucinazioni su O'Laughlin: al suo risveglio Janpen è scappata, anche se la ritrova . Ritornato a casa di Porchetto, Jane con un trucco ubriaca il boss e provoca il suo ricovero all'ospedale.
Jane ha una discussione con il medico e il consulente, con la complicità di Lisbon, fa capire alla famiglia che il boss è morto. Dalla discussione che ne nasce si scopre che il mandante dell'omicidio di Jr. è Nett: Lisbon e Jane rivelano che Porchetto è ancora vivo. In cambio della vita, Nett è costretto a dire al CBI dove si trova Marquette, il sicario, che Rigsby va a cercare. In uno scontro a fuoco Van Pelt ferisce Marquette e arresta Janpen, che aveva cercato di aggredirla, grazie a un'ultima allucinazione O'Laughlin, che dice che ora sono pari.
Portata al CBI, la ragazza confessa: lei è in squadra con il sicario e durante la festa uccise Porchetto Jr.; Nett nascose l'arma del delitto, portandola al recinto dove ingaggio un falso conflitto a fuoco con il sicario, inoltre aveva contattato il complice mentre era nei boschi, quando si era allontanata. Infine Van Pelt sceglie di conservare la collana di O'Laughlin. Mentre Sarah, la ragazza di Rigsby, gli dice di essere incinta.

## Il rosso è il nuovo nero
- Titolo originale: Red Is the New Black
- Diretto da: Tom Verica
- Scritto da: Eoghan Mahony

### Trama
Oakland. Uno stilista, Theissens, viene trovato morto in un loft trasformato in sartoria. Jane scopre subito una stanza segreta al cui interno c'è l'arma del delitto, una forbice. La vittima lavorava per Guy Duval, direttore generale di un colosso di beni di lusso che finanziava la linea di Theissens ma lo licenziò dopo aver visto un video nel quale il deceduto lo insultava quand'era ormai in declino. Jane telefona a Wainright riuscendo a tenere Lisbon lontana da un seminario. Nel frattempo Wainright accoglie Darcy, agente speciale dell'FBI: la donna comunica al capo del CBI che sta ancora conducendo le indagini sul caso Penzer. La messa in scena fatta da Jane in precedenza per incolpare dell'omicidio di Penzer il padre della sua prima vittima, Thomas Maier, morto suicida, non convince l'agente dell'FBI. In particolare l'agente non è convinta dal fatto che Maier ha fatto sembrare quello di Penzer un omicidio di John il Rosso e dal fatto che Maier l'ha seguita. Dopo ciò, Darcy decide di indagare su John e Wainwright gli fornisce tutti i file che gli servono. Jane e Lisbon interrogano dei ragazzi che lavoravano per l'impresa del signor Liu: i ragazzi facevano delle copie d'alta moda che Liu rivendeva in Asia. Rigsby scopre che Liu è sparito ed è stato visto uscire dalla sua abitazione assieme a degli asiatici. Jane e Lisbon vanno a trovare Duval, in un hotel di San Francisco: Junior Acosta minaccia con un coltello Jane e viene arrestato. Wainright consegna le prove all'agente speciale Darcy. In sala interrogatori, Jane scopre che Junior Acosta ha una relazione con la moglie di Duval, Jaqueline. Acosta indirizza le indagini verso Tony Redgrave. L'agente speciale Darcy decide di investigare sul caso Carter: l'agente dell'FBI va in obitorio, scoprendo che Jane ha portato una donna cieca per far riconoscere Carter. Mentre Jane e Van Pelt interrogano Redgrave, Cho e Rigsby trovano Liu mentre gli asiatici lo stanno affogando in un magazzino, usando un recipiente contenente acqua. L'agente speciale Darcy riesce a trovare e interrogare Rosalind Harker: la donna rivela che Jane l'ha portata all'obitorio per riconoscere Roy Tagliaferro (noto anche come John il Rosso) ma la Harker rivela che Carter non era Roy e che quindi non era John; inoltre Jane lo sapeva e quindi ha mentito all'agente dell'FBI. I cinesi arrestati da Cho e da Rigsby vengono portati al CBI ma avendo l'immunità diplomatica devono essere immediatamente rilasciati da Wainright. Nel frattempo Darcy raggiunge Jane negli uffici del CBI: l'agente dell'FBI, vicina a scoprire che Carter non era John il Rosso, viene persuasa da Jane, che gli conferma che l'uomo che ha ucciso era John il Rosso. Con un trucco, Jane riesce a incastrare l'omicida. Ritornato al CBI, Jane riceve una chiamata dalla Harker che gli dice che "Roy (John) è qui (a casa della Harker) e che gli ha detto di dire a Jane e all'agente Darcy che sistemerà tutto quanto prima possibile". Jane, chiama l'agente Darcy ed entrambi si recano velocemente a casa Harker assieme alla squadra dell'FBI e a Lisbon: entrati nell'abitazione vengono accolti dalla Harker che suona Bach al piano e dal cadavere dell'assistente all'obitorio, messo nello sgabuzzino della casa. A questo punto l'agente speciale Darcy smette di credere alle motivazioni di Jane, concludendo che John è ancora vivo.

## Al primo rossore
- Titolo originale: At First Blush
- Diretto da: Roxann Dawson
- Scritto da: David Appelbaum

### Trama
Al Palazzo di Giustizia della contea di Sacramento, Jane prende a cuore il caso Mulberry, che vede coinvolta Eve Mulberry, rea di aver ucciso Carlos Ruiz, l'amante. Jane e Lisbon vanno a parlare con la Mulberry e con il marito, Peter. La Mulberry confessa il tradimento con Ruiz. Van Pelt e Rigsby hanno un colloquio infruttuoso con il detective Silva: in particolare il detective non rivela alcuna informazione utile su un certo Riley, che aveva parlato con Ruiz la notte dell'omicidio. Contemporaneamente Jane e Lisbon interrogano una vicina di Ruiz: la vicina dice agli agenti d'aver visto la Mulberry uscire dalla casa di Ruiz la notte dell'omicidio ma secondo Jane la testimonianza della vicina è inaffidabile. Al CBI si scopre che quella di Riley è una falsa identità: in realtà l'uomo è Terry Murphy, un irlandese. Grazie all'informatrice di Cho, Summer, gli agenti del CBI trovano Murphy. Lisbon e Jane si recano nuovamente alla residenza dei Mulberry. Ritornati al CBI, Lisbon trova l'assistente procuratore Ardiles nel suo ufficio. Summer riesce a incastrare Murphy, che viene arrestato e portato al CBI. Jane chiede a Murphy di procurargli un'identità falsa in cambio della libertà e di 100.000 dollari. In una gara contro il tempo e contro la giuria che sta per leggere il verdetto della sentenza ai danni della Mulberry, il CBI accelera le indagini: Jane fa leggere un "copione" a Rigsby che telefona all'amica della Mulberry, Amy. Al parcheggio s'incontrano Murphy e Amy: quest'ultima punta una pistola contro Murphy e a questo punto vengono entrambi arrestati dagli agenti del CBI. La killer viene portata in tribunale, dove il verdetto della giuria contro la Mulberry non è stato ancora pronunciato, e qui si sostituisce a Eve come colpevole dell'omicidio Ruiz. Infine Cho, che aveva inizialmente licenziato la propria informatrice Summer, durante una discussione in ascensore le confessa l'attrazione che prova verso di lei e i due, dimenticando le reciproche ragioni per essere arrabbiati, si abbandonano a un passionale bacio.

## Ombre rosse sul volontariato
- Titolo originale: War of the Roses
- Diretto da: Geary McLeod
- Scritto da: Ken Woodruff

### Trama
Stazione della metropolitana di San Francisco. Natalie Gibecki, consulente di un riformatorio, viene trovata morta e secondo Jane stava andando a trovare un amante. Jane viene contattato da Erica Flynn, killer del marito nell'omonimo caso. La Flynn vorrebbe aiutare il CBI nelle indagini: mentre Jane è concorde con la detenuta, Lisbon è contraria ma, il consulente, supportato dal capo del CBI Wainright, riesce a far scarcerare la Flynn e a portarla negli uffici del CBI. Van Pelt e Cho ritornano a San Francisco, per andare al riformatorio di Redlands, dove interrogano i suoi colleghi: si risale a Trent Matthews, un ragazzino incarcerato per droga e aggressione. Cho e Van Pelt arrestano Matthews che, portato al CBI, viene interrogato da Cho, rivelandogli che dietro alla morte della vittima c'è Danny Vargas, uno dei terapeuti del riformatorio. Jane, nonostante l'avversità di Lisbon nei confronti della Flynn, si fa accompagnare da quest'ultima alla Casa Encantar, società non-profit di beneficenza. La Flynn riesce a trovare l'ex ragazzo della Gibecki, un impiegato della Casa Encantar, Richard. Alla no-profit fanno la conoscenza del presidente Greg Rellin. Van Pelt va a parlare nuovamente con Vargas che però, dice di essere estraneo all'omicidio. Richard viene interrogato da Lisbon: qui rivela che la vittima doveva incontrarlo la sera del delitto. Al galà di beneficenza della Casa Encantar, Jane e Flynn iniziano un proprio show: in mezzo al piccolo spettacolo, Jane dimostra che Rellin ha imbrogliato tutti, le sue opere sono solamente inventate e ha intascato i soldi che ha ricevuto dai benefattori. La Gibecki, viaggiando in Messico aveva scoperto che Rellin aveva truffato tutti: parlando con Rellin, gli ha rivela che sapeva tutto e il proprietario della Casa Encantar l'ha uccise. La proposta di matrimonio fatta da Rigsby alla sua ragazza, viene rifiutata. Al ristorante, Jane parla con la Flynn: quando quest'ultima tenta la fuga, il mentalista gli rivela che hanno già preso il suo complice (l'avvocato della Flynn), anch'egli pronto ad aiutare l'ormai ex detenuta alla fuga. La Flynn finge di essere afflitta e finge anche di arrendersi alla polizia: Wainright firma i moduli che permettono alla Flynn di ritornare in cella e la macchina dei poliziotti parte. Pochi secondi più tardi altri agenti arrivano a prelevare la Flynn: si scopre che l'ex detenuta ha ingannato sia Jane che Wainright, riuscendo a fuggire dal paese aiutata da poliziotti compiacenti.
- Guest Star: Joe Spano, Morena Baccarin (signora Flynn).

## I suoi pensieri erano rossi
- Titolo originale: His Thoughts Were Red Thoughts
- Diretto da: Charles Beeson
- Scritto da: Jordan Harper

### Trama
Oakland. Gabriel Meadows, viene rinvenuto morto all'interno di un locale: Jane fa capire a Lisbon che mentre una persona ha ucciso la vittima un'altra ne ha accuratamente ripulito la scena del crimine. Meadows faceva parte dell'organizzazione Anti-Cult Activist Network (A-CAN), una società che riesce a smascherare false religioni, salvando anche diversi membri delle sette e Meadows stava dedicando particolare attenzione alla Visualize di Brett Stiles. Facendo finta di parlare con Lisbon, il mentalista cita un dogma della Chiesa di Stiles, riuscendo a ingannare un poliziotto, membro attivo della setta che ha ripulito la scena del crimine: l'agente Downs, scoperto dagli agenti del CBI, tenta la fuga ma viene arrestato immediatamente dai suoi stessi colleghi e portato al quartier generale di Sacramento. All'insulto dell'agente Downs, che chiama Jane "pre-membro bigotto" ("pre-membro" è il termine che i membri della Visualize usano per definire le persone esterne alla setta), il consulente del CBI risponde con un famoso e vecchio detto riportato su un giornale della Chiesa episcopale metodista africana  - poco noto in Italia -, ovvero sassi e bastoni possono rompermi le ossa ma le parole non mi fanno male (nell'originale Sticks and stones will break my bones, but words will never harm me). L'agente Downs è portato al CBI ma, interrogato da Lisbon, non dice una parola, restando immobile. Nel frattempo Rigsby interroga il fondatore della A-CAN: Meadows era un ex membro della Visualize o come lo definisco i membri della setta, una "non-persona"; quando i suoi genitori morirono uscì dall'organizzazione, a differenza della sorella. Non solo Meadows aveva messo su internet diverse storie negative nei confronti della Chiesa di Stiles, colpendo in particolar modo la "Cerchia Interna", un ristretto gruppo di collaboratori di Stiles che lo aiuta a gestire la setta, ma stava anche indagando sull'omicidio di Timothy Farragut, avvenuto quando la Visualize aveva appena iniziato, nei primi anni settanta: Meadows era convinto che Stiles avesse assassinato un suo rivale, riuscendo in questo modo a consolidare il suo potere nell'organizzazione. Quindi Stiles irrompe negli uffici del CBI: qui è interrogato da Jane e da Lisbon. Il presidente della Visualize è protetto da due guardie del corpo: quando Jane gli chiede spiegazioni, Stiles gli risponde ironicamente che non vuole che il mentalista lo scambi per John il Rosso e gli spari, riferendosi al caso Carter. Stiles consiglia all'agente Downs di dire tutto e il poliziotto confessa che non ha ucciso Meadows ma che ha solo ripulito la scena del crimine. Stiles viene accompagnato fuori dal CBI: interloquendo con Jane, il capo di Visualize si mostra interessato al caso di John il Rosso, riferendosi a lui come quei suoi demoni ma il consulente gli fa intuire di avere un vantaggio rispetto al serial killer. Cho e Van Pelt, assistiti dalla polizia di Sacramento, cercano prove del delitto nelle vicinanze: recatisi nel negozio di un sarto di San Francisco, si scopre che alcuni vestiti ricoperti dal sangue della vittima sono di Stiles. Lisbon e Jane si recano quindi ad Atherson, sede di una filiale della Visualize nella quale si sta tenendo una cena con molti ospiti: quando Lisbon comunica al capo della setta delle prove trovate ai suoi danni e che quindi è agli arresti, tutti smettono sia di mangiare sia di bere e Stiles non fa una piega; quando il capo del CBI insiste, tutti gli ospiti si alzano in segno di protesta verso Lisbon e Jane, così facendo Stiles dimostra ai due il suo potere; dopo aver rassicurato i suoi ospiti il capo della setta viene portato negli uffici del CBI. Stiles non rivela nulla, poiché è innocente, e viene costretto da Lisbon a chiamare i suoi avvocati. Rigsby scopre che Meadows aveva un informatore all'interno della setta e che poco tempo prima aveva parlato con un altro ex membro Randall Parker; la sorella di Meadows invece è all'Università della Visualize. Jane va a parlare con Stiles ed entrambi sanno che il capo della setta è innocente: quando il mentalista fa notare a Stiles che è un abile manipolatore e che non agisce mai in prima persona, quest'ultimo gli rinfaccia il caso Penzer, sapendo che Jane ha fatto in modo che Penzer, nonostante fosse il killer di San Joaquin, provocasse e fosse successivamente ucciso da John il Rosso. Il colloquio viene interrotto da John Musashi, l'avvocato di Stiles. Lisbon va alla Visualize per parlare con la sorella della vittima ma la ragazza è molto distaccata. Rigsby si reca da Parker: l'ex membro vive una casa isolata, in mezzo a un frutteto. Nel 1976 Stiles arrivò alla Visualize: a capo vi era Timothy Farragut mentre Stiles era il guru della setta. Nel 1977 Farragut muorì a seguito di un incidente stradale: secondo quanto riportato dallo sceriffo, l'ex capo dell'organizzazione religiosa guidava in stato d'ebrezza ed era finito contro un albero. Secondo Parker invece Farragut non beveva mai e non avrebbe potuto andare a sbattere contro un albero; inoltre, sempre secondo l'ex membro della setta, allo sceriffo piacevano le ragazze della setta e Stiles gliene fece incontrare molte. Lo sceriffo che compilò il rapporto del caso Farragut, morì suicida pochi anni dopo, mentre Parker è sicuro che Stiles l'abbia eliminato. Jane va nuovamente alla Visualize, dove chiede a un membro della "Cerchia Interna" di "accendere il Brettsegnale" e di radunare tutti gli individui della Cerchia. Van Pelt non riesce a trovare alcuna proprietà di Stiles, così decide di andare a parlarci: durante il colloquio il capo della setta si rivela un abile mentalista. Alla Visualize, Jane ha di fronte buona parte dei membri della "Cerchia Interna": tutti danno piena fiducia a Stiles, nonostante la sua assenza durante la permanenza nella cella del CBI. Negli uffici del CBI, Van Pelt decide di andare a trovare nuovamente il capo della setta, non ricavando nulla. In mattinata, Lisbon interroga Stiles in presenza dell'avvocato, portandogli a suo carico una prova falsa fatta al computer da un'idea di Jane: qui Stiles rivela che si è incastrato da solo, poiché voleva sapere quale membro della "Cerchia Interna" voleva spodestarlo. Jane gli crede e pensa di andare insieme a lui alla sede della Visualize, dove si sta tenendo una riunione tra i membri della "Cerchia Interna", questa volta al completo. All'oscuro di Stiles, la "Cerchia" vuole votare per nominare Jason Cooper nuovo capo della Visualize al posto di Stiles. Con una votazione quasi unanime, Cooper viene eletto nuovo capo della setta proprio mentre Lisbon e Jane entrano assieme a Stiles, che si riprende con autorità il comando dell'organizzazione. Con l'aiuto di Stiles, Jane e Lisbon incastrano il killer, nonché l'informatore di Meadows: quando Meadows scopri l'identità dell'informatore volle più informazioni sul caso Farragut ma, poiché queste non esistevano, essendo anche un caso risalente a più di trent'anni prima, Meadows minacciò il suo informatore di farlo scoprire da Stiles e il killer lo uccise. Infine il capo della Visualize intuisce il reale piano di Jane: il mentalista, incastrando il killer di Meadows e aiutando Stiles ad aumentare e rafforzare il proprio potere, che era in declino, nella setta, voleva ottenere un favore da Stiles, riuscendo a ottenerlo.

## Rosso bordeaux
- Titolo originale: Cheap Burgundy
- Diretto da: Bruno Heller
- Scritto da: Bruno Heller

### Trama
Matilda Cruz, giovane ragazza scomparsa da due settimane, viene trovata morta in un impianto di rifiuti. Lisbon sta tenendo una conferenza stampa: secondo gli agenti, l'omicida e la vittima si sarebbero conosciuti in una chatroom di amanti di Shakespeare; la parola passa a Gary Phylo, direttore generale della Phizsystems, nonché capo della Cruz. Il parere di Jane è però diverso: secondo il mentalista il killer della Cruz è Phylo stesso. Wainright convoca Lisbon e Jane nel suo ufficio al CBI, ma Jane trattiene Lisbon alla conferenza: qui, il consulente interrompe Phylo e gli rivela che sa che è lui il killer della Cruz, quindi Phylo colpisce Jane e viene arrestato per aggressione a un agente. Nell'ufficio di Wainright, Jane e Lisbon ritrovano l'agente speciale dell'FBI Darcy che, non convinta dalle motivazioni di Jane dopo il caso di John il Rosso, decide di studiarlo più da vicino, riuscendo a ottenerlo per un caso dell'FBI. Jane è convinto che Phylo sia il killer della Cruz ma non può lavorare al caso, che viene lasciato alla squadra di Lisbon. Darcy e Jane si recano a Santa Carla e vengono accolti sulla scena del crimine dal tenente Franklyn. La vittima è Kathy Bauer, sposata. Alla residenza dei Bauer, Jane comincia a investigare, conoscendo i suoceri e il marito della vittima. Al CBI, la squadra non riesce a trovare prove per arrivare al killer e/o a Phylo. Jane e Darcy vanno alla pizzeria che la Bauer aveva contattato: i due risalgono a James Barca, l'amante della Bauer, che ha dei black out. Darcy e Jane ritornano nei pressi della scena del crimine, dove riescono a trovare Barca: interrogato da Jane, Darcy e Franklyn, l'uomo confessa l'omicidio della Bauer ma il consulente non è ancora convinto. Jane vorrebbe sottrarsi al caso dell'FBI ma l'agente Darcy riesce a trattenere il consulente con una scusa: il mentalista riesce ancora a sottrarsi alle domande dell'agente speciale su John il Rosso. Barca viene nuovamente interrogato: l'uomo rivela che aveva una relazione con la vittima e che ha ucciso l'amante ma Jane continua a non credergli. Darcy decide quindi di affrontare la questione John il Rosso: messo al corde, Jane, accusato non solo di non aver ucciso il serial killer, ma di essere suo complice e di proteggerlo, capitola, dicendo all'agente speciale che non ha ucciso John. A questo praticamente, si conclude il rapporto professionale tra l'agente Darcy e il consulente del CBI. Il mentalista mette su una falsa pista il tenente Franklyn. Al CBI, gli agenti provano a incastrare Phylo (anche tramite un goffo tentativo di ipnotizzarlo da parte di Rigsby) ma il direttore generale della Phizsystems è sicuro di sé e non cede. A Santa Carla, Jane richiede l'assistenza di Lisbon, che lo aiuta a incastrare gli assassini della Bauer, ovvero i suoi suoceri, scarcerando Barca. Nel frattempo l'agente Darcy è ancora convinta che Jane sia un uomo di John il Rosso, perciò chiede a Wainright di collaborare con l'FBI. Mentre Jane e Lisbon ritornano al CBI, Rigsby sta rilasciando Phylo: quest'ultimo sfida Jane, che contraccambia citandogli Shakespeare in un passaggio del dramma Macbeth, ovvero potrà mai il gran mare di Nettuno lavar dalle mie mani questo sangue? No, sbagliando appositamente la parola "oceano" ("ocean") e dicendo "mare" ("sea"); Phylo, grande amante di Shakespeare, è costretto a correggerlo e così si incastra da solo, avendo detto agli agenti di Lisbon di odiare le opere di Shakespeare. In questo modo, in neanche trenta secondi, Jane è riuscito a fare quello che all'intera unità di Lisbon non era riuscito per due giorni.

## Guance rosse
- Titolo originale: Ruddy Cheeks
- Diretto da: Eric Laneuville
- Scritto da: Erika Green Swafford

### Trama
Agua Blanca. Una tigre dissotterra il cadavere di Archer Braddock, venditore d'auto con un tumore alle ossa, con passato da alcolista e ricco padre di due ragazzi. Al CBI, Cho non è ancora arrivato, essendo rimasto a casa della sua informatrice, Summer. Jane e Lisbon vanno a casa Braddock, dove parlano con la figlia Lisa e si scopre che la nuova moglie della vittima Helen ha anche lei il cancro. Jane riesce a far amicizia con Lisa, riuscendo a scoprire qualche informazione sul padre, tra cui lo strano tè che l'uomo beveva. Negli uffici del CBI s'indaga sul figlio di Braddock, Haiden che ha problemi di droga, quando arriva Cho. Rigsby e Cho vanno a parlare con Haiden, ma il ragazzo riesce a scappare. Jane e Lisbon vanno allo Scheck Cancer Istitue (SCI) di Sacramento, dove parlano con il dottor Scheck, che stava curando Braddock, e Besty Firth, assistente del dottore. Jane riesce a scoprire il negozio dove Braddock comprava il suo tè: dopo aver trovato il negozio, ci entra e qui scopre che un uomo, fratello Joseph, sta facendo un trattamento su un paziente tramite un rimedio alternativo rispetto a quello medico. Haiden si consegna al CBI: il ragazzo indirizza gli agenti verso Mike Tran, uno spacciatore. Cho e Rigsby sorvegliano la casa di Tran ma mentre Rigsby decide di entrare nell'appartamento Cho si addormenta nella sua auto, non riuscendo a sentire quello che gli sta dicendo il collega tramite la radio. Rigsby irrompe nella casa, venendo sorpreso e quasi ucciso da Tran, a cui Cho spara, ferendolo. Ritornato a casa Braddock, Jane, assieme a Lisbon, attua un suo piano: riesce a far scattare l'allarme antincendio e a far uscire di casa Helen, che di rivela perfettamente sana. Interrogata, la donna viene accusata di frode, ma si dichiara innocente sulla morte del marito. Nel frattempo Cho e Rigsby arrestano Haiden, in quanto il suo alibi è falso, ma lui confessa di comprare droga in quel momento. All'obitorio, Jane e Lisbon aspettano l'assassino di Braddock, che è costretto a visionare il corpo della vittima prima che lo faccia il coroner: i due arrestano fratello Joseph, portandolo negli uffici del CBI. Lisbon riceve una telefonata: qualcuno ha rubato il cadavere di Braddock dall'obitorio. Jane capisce che l'assassino è la Firth e va alla clinica di Scheck insieme a Lisbon per arrestarla, trovandola mentre cerca di incenerisce il cadavere. Al CBI la Firth confessa il crimine, aveva accettato tangenti per sottoporre le persone a sperimentazioni farmacologiche, non aveva notato il fegato danneggiato di Archer, a causa del suo vecchio problema d'alcol, di conseguenza, i farmaci di Scheck lo stavano uccidendo più velocemente del cancro e sapeva che un'autopsia avrebbe rivelato tutto. Haiden decide di riconciliarsi con la sorella e di andare in riabilitazione, dopo aver scoperto che il padre lo aveva perdonato e voleva che tornasse a casa. Infine, Cho va nell'ufficio di Lisbon: vorrebbe confessare di avere un rapporto con la sua informatrice ma si limita a scusarsi del ritardo fatto in mattinata, eliminando definitivamente gli antidolorifici dei quali faceva uso dal giorno del suo incidente, durante il caso Green.

## Roulette rossa
- Titolo originale: Pink Champagne on Ice
- Diretto da: David Von Ancken
- Scritto da: Eoghan Mahony

### Trama
Una dozzina di miglia da San Refugio. In mezzo a un'autostrada viene trovato morto un uomo, Ryan De Stefano, ex addetto alla sicurezza del Golden Fox Casinò. De Stefano aveva un passato da criminale, arrestato per furto e rapina. La squadra interroga subito il capo della sicurezza, che aveva licenziato De Stefano appena si era accorto che era un ex detenuto. Jane vede che c'è uno spettacolo di Jack Hellion e va a vederlo: il consulente riesce a distrarlo, rovinandogli il suo numero sul palco e in cambio Hellion gli tira un pugno. Hellion e Jane non si vedevano da sedici anni, da quando erano entrambi protagonisti di uno spettacolo a Kansas City. Van Pelt va a interrogare un barista: qui scopre che De Stefano aveva appena avuto una rissa con Dante Holmes, il capo della sicurezza. Jane intanto è nel casinò e sta parlando con il proprietario del casinò e con il capo della sicurezza. Al CBI la squadra risale al passeggero di De Stefano, Holly Danvers, che ha precedenti per droga. Rigsby e Jane vanno a parlare con gli affittuari della Danvers: arrivati al suo camper, scoprono che la coinquilina, Sheryl è morta. Alla fine dello show, Jane va nel camerino di Hellion, trovandolo mentre parla con la sua assistente Trish e con altri due ex detenuti. Il mentalista va a parlare con Hellion e gli chiarisce la situazione: la sua ragazza Holly Danvers è stata rapita e il rapitore lo ha convinto a rapinare il casinò ma l'impresa sembra ardua. Nonostante ciò, Jane ha già un suo piano. Hellion decide di far unire Jane alla squadra, composta anche dai due criminali e dall'assistente Trish. Il piano di Jane è ingegnoso e complicato e, all'insaputa della squadra, prevede l'ausilio della squadra di Lisbon. Ritornato al casinò e radunata la squadra, il piano ha inizio: Hellion e la sua assistente vanno in scena per lo spettacolo quotidiano. Nel frattempo Jane manda Van Pelt a tenere impegnato Holmes, mentre il mentalista gli ruba la chiave per accedere alla porta nella quale è tenuta la cassaforte. Hellion riesce a sostituirsi a uno dei suoi complici durante lo spettacolo e con l'altro complice si prepara a rapinare il casinò. Hellion e il complice mettono delle registrazioni nelle telecamere, quindi hanno poco più di cinque minuti per agire ma a un certo punto Hellion si dice incerto nel riuscire ad aprire la cassaforte, perciò Jane lo ipnotizza. Mentre Lisbon distrae Holmes, uno dei complici gli rimette la chiave nella tasca. Holmes comincia dunque il suo giro d'ispezione ma Jane ed Hellion sono ancora nella stanza e perciò devono nascondersi dietro al tavolo, coperti da uno specchio fatto con la cartapesta. Holmes guarda la stanza, non trovando nulla fuori posto: poco dopo se ne va e i due proseguono il lavoro. Hellion scassina la cassaforte e mentre Jane raccoglie i soldi in una scatola, uno dei complici va a prendere il furgone con il quale dovranno scappare ed Hellion ritorna sul palco per chiudere lo spettacolo. Jane, aiutato da Cho e da Lisbon, porta la cassa nel furgone. Facendo finta di abbracciare i suoi complici, Jane ruba a loro le chiavi dell'auto e i due ex detenuti vengono arrestati da Cho. Intanto Jane ed Hellion vanno a pagare il riscatto per riavere la Danvers: quando Trish, che aveva rapito la Danvers e ucciso De Stefano (reo d'aver ucciso la coinquilina della Danvers) decide di uccidere tutti, Lisbon esce dalla scatola dove dovevano esserci i soldi e arresta Trish.

## Tragedia in rosso
- Titolo originale: Something's Rotten in Redmund
- Diretto da: Guy Ferland
- Scritto da: Rebecca Cutter

### Trama
Redmund, liceo. Un insegnante d'inglese, Jack McTerny viene trovato morto nei pressi del campus dell'istituto, dov'era solito fare jogging di notte. Mentre Jane e Lisbon interrogano il preside Snyder, Cho scopre una lettera presente nella valigetta della vittima. Alle esequie di McTerny, Jane interviene leggendo la lettera e mettendo allo scoperto la scrittrice della lettera, una sua alunna. Interrogata da Lisbon, la ragazza rivela che l'insegnante si vedeva con una prostituta. Perquisendo l'auto di McTerny, Cho trova dell'MDMA. Jane rimane nei pressi della scuola, andando al teatro dove alcuni alunni stanno rappresentando l'Amleto di Shakespeare, capeggiati dall'insegnante Austin. Cho e Rigsby risalgono a Lindy Hayes, la prostituta con la quale si vedeva McTerny. La Hayes dice agli agenti che la vittima era il suo insegnante d'inglese. Nel frattempo Jane si mette alla ricerca dei "ragazzacci", che potrebbero aver fornito la droga a McTerny. Dopo averli trovati, Jane interroga il capo del gruppo, una ragazza che indirizza il consulente verso il collega della vittima, l'insegnante Loveland. La Hayes è portata negli uffici del CBI dove ha un colloquio con Van Pelt: la prostituta porta gli agenti del CBI verso un alunno di McTerny, Martin, tra gli studenti modello del liceo. Jane riesce a parlare con Loveland: quest'ultimo aveva tirato un pugno a McTerny perché, secondo Loveland stesso, McTerny aveva riferito al preside Snyder che il suo collega beveva dopo che Loveland aveva confessato la sua debolezza alla vittima nei bagni dell'istituto. Al liceo, Jane assiste alle prove dell'Amleto: qui decide di dare una mano agli studenti. Cho e Rigsby vanno a trovare Martin: Rigsby, sospetto, entra nell'abitazione assieme a Cho e nello scantinato scoprono che il ragazzo produce illegalmente ecstasy. Nei bagni della scuola Jane scrive sugli specchi e sul muro "Snyder Sucks" e viene convocato da Snyder: nell'ufficio del preside il mentalista è assistito da Lisbon. Snyder accusa Jane di aver imbrattato i bagni ma, incalzato dal consulente, Snyder è costretto a rivelare di aver piazzato illegalmente delle telecamere nei bagni del liceo. Dalle registrazioni delle telecamere del preside Snyder, Jane capisce che il ragazzo che ha la parte di Amleto nello spettacolo e l'insegnante Austin, hanno una relazione. Il mentalista decide di recarsi insieme a Lisbon per vedere lo spettacolo. Arrivato dietro le quinte, Jane riesce a far svenire Jeremiah, entrando definitivamente tra i protagonisti della recita. Iniziato il suo show, Jane decide di non rispettare il copione e di rivelare a tutti l'assassino di McTerny, avvenuto a causa della relazione tra il protagonista Amleto e la Austin, che risulta essere la killer di McTerny. La Austin tenta la fuga me viene subito arrestata da Lisbon: l'insegnante e il ragazzo vengono portati al CBI e qui il ragazzo rivela la propria tesi. McTerny scopre l'illecita relazione tra la Austin e il suo alunno e, inseguito da quest'ultimo, McTerny viene raggiunto dalla Austin che lo colpisce alle spalle con una mazza da baseball. Su consiglio di Van Pelt, la Hayes decide di smettere di fare la prostituta mentre Rigsby ha il suo primo figlio, Benjamin.

## Tacchi rossi
- Titolo originale: Ruby Slippers
- Diretto da: Kevin Hooks
- Scritto da: Daniel Cerone

### Trama
Sacramento, un ragazzo che consegna pizze trova il cadavere di un uomo ammanettato alla propria auto e bruciato vivo. Poco distante Cho trova due taniche di benzina. Jane entra in un locale adiacente dove si esibiscono delle drag queen in un cabaret. L'indomani si scopre che la vittima era un ragazzo di nome Archie Bloom. A casa Bloom, Jane e Van Pelt sono costretti a dire al padre che il figlio è morto: Archie Bloom era omosessuale e vittima di bullismo. Mentre Lisbon si occupa di Glen/Glenda, una drag queen, Cho e Rigsby vanno al negozio dove è stata comprata la benzina: Bloom lavorava nello stesso locale ed era spesso infastidito da Rick Hughes, un suo collega. Da una webcam, Bloom aveva ripreso il padre mentre lo ammanettava a una sedia nella sua camera costringendolo a fargli fare i compiti. Portato negli uffici del CBI e interrogato da Jane e da Lisbon, il padre della vittima dice agli agenti di non aver ucciso il proprio figlio. Cho interroga Gabriel, l'affittuario della vittima, ma quest'ultimo aveva lasciato l'appartamento una settimana prima di morire. Jane va a trovare Glen/Glenda sul suo posto di lavoro, nell'obitorio di Oak Valley: qui il mentalista scopre che Glen/Glenda aveva visto qualcuno dare fuoco all'auto di Bloom. Hughes è portato al CBI: interrogato da Rigsby, il collega della vittima ammette di aver rubato della merce ma che non ha ucciso Bloom. Cho si reca a North Valley, dove trova l'ultima abitazione di Bloom, nella casa di una psicoterapeuta: la donna rivela che Gabriel, omosessuale, drogava e picchiava la vittima. Pressata dagli avvocati di Hughes e di Bloom senior, Lisbon viene informata da Cho che Gabriel è il principale sospettato dal caso Bloom. Gabriel viene arrestato da Cho e da Van Pelt, nonostante neghi l'omicidio di Bloom. Jane ritorna al locale delle drag queen. Summer si reca negli uffici del CBI per riscuotere da Cho la sua paga da informatrice. Jane convince Glen/Glenda a tornare al CBI per riconoscere il killer di Bloom ma il confronto è fallimentare: il mentalista è allora costretto a presentare Glen/Glenda ai tre sospettati, ricostruendo la dinamica dei fatti; Bloom ha ricoperto la sua auto di benzina, si è ammanettato al volante e poi si è dato fuoco, suicidandosi. Nonostante tutto, Hughes, Bloom senior e Gabriel vengono arrestati rispettivamente per tre crimini diversi. In realtà il consulente del CBI sa come sono andati realmente i fatti, decidendo di ritornare al cabaret: inizialmente Bloom voleva suicidarsi ma viene convinto dal gruppo dalle drag queen a desistere; Glen/Glenda prende un cadavere dall'obitorio e lo brucia assieme alla vettura mentre un'altra drag queen, dentista di professione, invia il calco dei denti al CBI facendo in modo che gli agenti pensassero che Bloom fosse morto davvero, quando in realtà è anch'egli diventato una drag queen. Infine Jane e Lisbon rimangono nel locale per vedere lo spettacolo.
- Ascolti USA: telespettatori 12 030 000[12]

## Addio, e grazie per tutti i pesci rossi
- Titolo originale: So Long, and Thanks for All the Red Snapper
- Diretto da: Chris Long
- Scritto da: Ashley Gable

### Trama
Lisbon e Jane si recano a Santa Marta, dove è scomparso da appena un giorno Jay Banner. Dopo pochi istanti Banner viene trovato morto da Jane. Vengono interrogati Greta e Greg, che aveva Banner come dipendente. In particolare Greg è un ex fidanzato di Lisbon quando i due vivevano a Chicago. Rigsby non lavora poiché ha il figlio malato. Cho e Van Pelt si recano all'abitazione di Banner: qui Cho trova della cocaina nascosta nella casa e chiede a Summer se c'è qualche spacciatore di Sacramento che è possibile collegare a Banner. Contro i consigli di Cho, Summer si reca da Tookie: arrivata da lui, la ragazza gli parla di Banner, gli ruba della droga ma viene scoperta e violentemente pestata dallo spacciatore. Cho, ritornato a casa dell'informatrice in serata, scopre che Summer è stata pestata. Inizialmente la ragazza divaga, cercando di portare Cho sulla pista di una rapina andata a male ma l'agente non gli crede e intuisce cosa è successo. Ascoltando i racconti di alcune persone in un bar, Jane, raggiunto da Lisbon, scopre che una delle navi affondate nei pressi di Santa Marta, la Freemont, contiene ancora dell'oro. Nel frattempo Cho va a parlare con Tookie: Summer aveva rubato della droga allo spacciatore ma nonostante ciò, l'agente da una lezione a Tookie, intimandogli di stare lontano da Summer. Alla stazione di polizia di Santa Marta, Jane e Lisbon ritrovano la barca di Summer e dentro c'è anche Greg. Lisbon va a parlare nuovamente con Greta, scoprendo che questa aveva una relazione extraconiugale con Banner. Jane va a casa di Banner, radunando i principali sospettati e innescando una trappola: così facendo incastra il killer di Banner. Infine Cho si vede costretto a troncare la sua relazione con Summer e a spedirla su un treno per Seattle.

## Cartellino rosso per Jane
- Titolo originale: Red Rover, Red Rover
- Diretto da: John F. Showalter
- Scritto da: Tom Szentgyorgyi

### Trama
Sacramento, Riverfront Industrial Discrict. La squadra di Lisbon è in una discarica tossica, dove è stato rinvenuto un cadavere ormai ridotto a uno scheletro. Nel giorno del nono anniversario dalla morte della moglie e della figlia di Jane, qualcuno gli manda un biglietto con scritto "buon anniversario" e il mentalista, recatosi al cimitero dove sono presenti le lapidi della moglie e della figlia, è raggiunto da una bambina: quest'ultima è stata istruita da John il Rosso (il serial killer fa capire a Jane di essere lui dopo che la bambina gli mostra il simbolo che lo stesso John gli fatto sulla mano) affinché chieda a Jane se è disposto ad arrendersi. All'arrivo della squadra del CBI, Jane ipnotizza la bambina per fargli dimenticare John, nonostante i pareri contrari di Lisbon e dell'agente speciale Wainright. Subito dopo Jane minaccia Wainright. Si risale al cadavere presente nella discarica: si tratta di Antonio Castro, ex militare scomparso undici mesi prima. Negli uffici della RF Victor Jane e Lisbon interrogano i capi dell'azienda dove lavorava la vittima, ma il colloquio è inconcludente. Ritornato alla soffitta del CBI, Jane decide di bruciare tutti i file riguardanti John il Rosso. Inizialmente Wainright vorrebbe sospenderlo, poiché l'incendio provocato dal consulente poteva avere danni più ingenti, ma per il momento il capo del CBI è clemente. Jane e Lisbon vanno a interrogare la ragazza di Castro: la ragazza rivela di avere una relazione con uno dei capi di Castro. I capi di Castro vengono interrogati al CBI e qui ammettono che Castro aveva rubato tra i 7 e i 10 milioni di dollari all'azienda. Il mentalista scopre che i due capi di Castro fanno parte del club "19:24", un'associazione per persone facoltose nella quale Castro voleva entrare. Jane riunisce tutti i membri del club "19:24" e qui crea un tranello, riuscendo a incastrare il killer di Castro. Castro aveva capito che qualcuno stava rubando soldi alla società ma non era riuscito a capire che il ladro era proprio il suo capo, che così ha dovuto ucciderlo. Dopo aver portato l'omicida in un cimitero, Jane lo colpisce con una pala, imprigionandolo in una bara. La mattina seguente, il consulente del CBI, raggiunto da Lisbon, riesce a far confessare il killer, rinchiuso nella bara. L'assassino viene quindi liberato da Lisbon e portato su un'ambulanza. Al CBI, Jane viene severamente redarguito da Wainright, che decide infine di sospenderlo per un periodo di un mese. Il mentalista decide allora di provocare Wainright che, inizialmente reagisce con violenza alle provocazioni di Jane, ma in seguito opta per licenziarlo definitivamente dal CBI.

## La ragazza dal vestito rosso
- Titolo originale: The Crimson Hat
- Diretto da: Chris Long
- Scritto da: Bruno Heller

### Trama
Las Vegas, Nevada. Sei mesi dopo il licenziamento dal CBI, Jane si ritrova in un casinò e ha ripreso l'attività di sensitivo. Nel locale si scopre che Jane ha truffato un cliente: dopo aver tentato la fuga, Jane viene raggiunto e picchiato, venendo salvato solo dall'arrivo di un paio di pattuglie della polizia ma l'ex consulente del CBI colpisce un agente di polizia: è arrestato per frode, abuso di alcolici e resistenza all'arresto. Per la terza volta Jane si ritrova in prigione. La scena si sposta a Sacramento, California. La squadra di Lisbon indaga su un uomo ucciso con un colpo di fucile da distanza molto ravvicinata. A Las Vegas, Lorelei, la ragazza che Jane ha conosciuto la sera precedente, paga la sua cauzione, facendolo uscire di galera. Ormai il mentalista ha abbandonato la sua casa a Sacramento e oggi vive nella camera di un motel. Qui, viene raggiunto da Lorelei. A Sacramento la squadra di Lisbon risale alla gang dei "Lobos". Jane trascorre la notte con Lorelei. In mattinata Lorelei rivela di essere una pedina nelle mani di John il Rosso. In seguito Jane decide di incontrarsi con Lisbon in una chiesa cattolica. In realtà la depressione e il conseguente licenziamento di Jane facevano parte di un preciso piano da parte di Jane, finalizzato nell'avvicinarsi a John il Rosso. Al CBI Wainright vorrebbe riavere Jane, a causa dei pochi casi risolti dalla squadra di Lisbon. L'ex consulente del CBI ritorna a parlare con Lorelei per avvicinarsi definitivamente a John: in cambio dell'avvicinamento al serial killer, John vuole che Jane uccida Lisbon. Il mentalista non esita: si reca al CBI, incrocia Wainright, saluta brevemente i suoi ex colleghi e incontra Lisbon, alla quale spara tre volte, presumibilmente uccidendola. A seguito dei colpi esplosi da Jane, Wainright e altri agenti del CBI scendono per vedere la situazione, trovando apparentemente il corpo di Rigsby sul pavimento del CBI, anch'egli deceduto. Jane, Lisbon e Risgby si recano all'Henderson Industrial Park, un edificio abbandonato. A questo punto, Lorelei contatta Jane: John il Rosso vuole vederlo e dovrà portare solo la testa di Lisbon. Al CBI viene subito chiamata l'agente speciale dell'FBI Darcy. In seguito anche Van Pelt e Cho raggiungono gli altri membri della squadra a Las Vegas. L'agente speciale Darcy, diffidente, pensando a un'ennesima furbata di Jane, visiona il presunto cadavere di Rigsby, riuscendo a scoprire che non è lui. Chiede quindi ai suoi uomini di individuare dove si trovano Cho e Van Pelt, chiedendo dei mandati di arresto per ogni membro della squadra di Lisbon. Mentre Jane si reca all'appuntamento con John il Rosso, dove viene accolto da Lorelei e da uno scagnozzo di John, consapevoli che Jane non ha ucciso Lisbon, la squadra dell'FBI comandata da Darcy arresta tutti i membri della squadra di Lisbon. Nel frattempo il mentalista è portato all'interno della vettura di John, che sembra essere presente all'interno: il serial killer ha un breve colloquio con Jane, rivelandogli che ha un altro contatto all'FBI. Proprio mentre Lorelei sta per tagliare due dita a Jane, il CBI coadiuvato dall'FBI mette in fuga l'auto di John e in seguito riesce a fermarla: lo scagnozzo di John è morto mentre Lorelei è arrestata; anche il passeggero posto nei sedili posteriori è ucciso ma qui si scopre che in realtà è l'agente speciale Wainright, rapito da John e ucciso involontariamente da Darcy. Lisbon raggiunge Jane e insieme ritornano al CBI dove ha inizio l'interrogatorio di Lorelei, intenzionata a non rivelare nulla su John.